# San Hermenegildo
Il San Hermenegildo fu un vascello di linea spagnolo da 112 cannoni che prestò servizio nella Armada Española tra il 1789 e il 1801. Subito dopo il completamento l’unità fu affetta da alcuni problemi costruttivi che ne inficiarono l’installazione del previsto armamento, il quale poté essere completato solo dopo i lavori di rinforzo effettuati nel 1795.

## Costruzione
Realizzato nei Reales Astilleros de La Habana, Cuba, sui piani costruttivi elaborati dal tenente generale e ingegnere navale José Joaquín Romero y Fernández de Landa fu uno dei 9 vascelli della classe Meregildos o Santa Ana dal nome della prima unità. Le altre unità della classe erano Santa Ana, Mejicano, Conde de Regla, Salvador del Mundo, Real Carlos, Reina María Luisa, Príncipe de Asturias e costituirono il nerbo della flotta spagnola durante le guerre napoleoniche.

## Storia
Il vascello di primo rango San Hermenegildo fu realizzato presso il cantiere navale di L’Avana, ed entrò in servizio con un armamento di 112 cannoni disposti nel seguente ordine: 62 cannoni da 24 libbre, 32 da 12 e 18 da 8. Al comando del capitano di vascello Antonio O’Carol compì il viaggio inaugurale da L’Avana a Cadice, dove arrivò l’11 agosto dello stesso anno. Nel giugno 1790 la nave entrò a far parte della divisione agli ordini del tenente generale Don José Solano Marchese di Socorro in previsione dello scoppio della guerra con la Gran Bretagna a causa dell’incidente di Nootka.  L’unità divenne nave di bandiera del tenente generale Felipe López de Carrizosa Marchese del Castañar, quando fu costituita la squadra navale in previsione della rottura delle relazioni diplomatiche con la Gran Bretagna.
Dopo lo scoppio della guerra contro la Repubblica francese il San Hermenegildo divenne nave di bandiera dell’ammiraglio Federico Carlos de Gravina y Napoli, la cui divisione di quattro vascelli fu incorporata nella squadra navale dell’ammiraglio Juan de Lángara y Huarte operante in Mediterraneo. Il vascello prese parte alle operazioni di appoggio alle operazioni belliche in Catalogna, e poi all’evacuazione delle truppe anglo-spagnole da Tolone, in collaborazione con la squadra inglese dell’ammiraglio Samuel Hood nel 1793.
L'8 giugno 1795 il  San Hermenegildo entrò nell’arsenale di El Ferrol, al fine di rimediare alla carenze costruttive riscontrate mediante alcune operazioni di ripristino e rinforzo. Al termine dei lavori il vascello avrebbe potuto operare con 36 pezzi d’artiglieria da 24 libbre nella prima batteria, invece dei 32 precedenti. Completi i lavori di ripristino il vascello rientrò in servizio il 5 agosto dello stesso anno con armamento modificato su 30 cannoni da 36 libbre  nella prima batteria, 32 da 24 nella seconda, 32 da 18 nella terza, 12 da 8 sul cassero e 6 da 8 sul castello di prua. 
Tra il 25 e il 26 agosto del 1800 il San Hermenegildo fu impiegato con il resto della squadra navale, al comando del tenente generale Juan Joaquín Moreno, nella difesa del porto di El Ferrol dal tentativo di sbarco inglese effettuato dalla navi del contrammiraglio John Borlase Warren.
All’alba del 26 agosto le truppe da sbarco inglesi vennero attaccate da una colonna di fanti scesi da numerose navi spagnole, e da 56 fanti di marina e 67 soldati del Reggimento delle Asturie scesi dal vascello Argonauta.

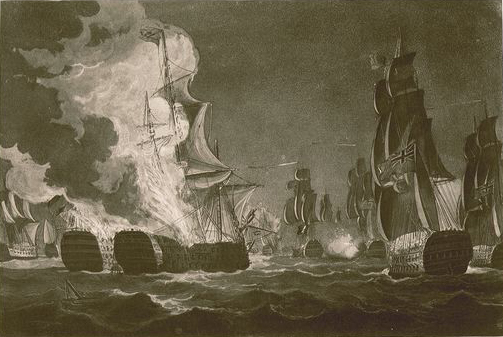
I vascelli di linea Real Carlos e San Hermenegildo in preda agli incendi poco prima di esplodere, dipinto di Thomas Whitcombe.

Il 13 giugno 1801 una squadra navale francese al comando del contrammiraglio Charles-Alexandre Léon Durand Linois, composta da 3 navi di linea e una fregata, aiutata da alcune unità minori spagnole, sconfisse una squadra di sei vascelli di linea inglesi al comando del retroammiraglio Sir James Saumarez durante la battaglia combattuta nella baia di Algeciras. Terminato lo scontro la squadra francese entrò nel piccolo porto di Algeciras, mentre gli inglesi ripararono a Gibilterra in attesa della rivincita. Il contrammiraglio Linois sollecitò gli spagnoli, tramite il suo sottoposto Pierre Dumanoir le Pelley, a mandare rinforzi, per consentirgli di riparare a Cadice, e da quello stesso porto su ordine dell’ammiraglio de Mazarredo salpò una formazione navale al comando del tenente generale Juan Joaquín Moreno, composta da cinque vascelli spagnoli e uno francese, il Saint Antoine al comando del Commodoro Julien Le Ray, e da una fregata spagnola e varie imbarcazioni minori francesi. Raggiunto il porto di Algeciras in quello stesso pomeriggio, Moreno si ricongiunse con Linois, e le due squadre salparono nuovamente all’alba del 12 luglio per rientrare a Cadice, inseguite dalla squadra inglese. Nella notte tra il 12 e il 13 luglio avvenne un nuovo scontro, in quanto Saumarez aveva lasciato libere le sue navi di rompere la formazione e inseguire la retroguardia del nemico. Il vascello Superb, al comando del capitano Richard Goodwin Keats, riuscì ad avvicinarsi ai tre vascelli di retroguardia. Si trattava del Real Carlos che navigava di conserva con il San Hermenegildo a babordo e il Saint Antoine a tribordo ma molto attardato. Il Superb attaccò completamente oscurato il Real Carlos da 320 m. Il Real Carlos fu pesantemente colpito, perdendo l’albero di gabbia ed avendo un vasto incendio a bordo divenne ben presto visibile a tutte le altre navi. Di questo fatto approfittò il vascello San Hermenegildo che, contravvenendo ai rigidi ordini di Moreno, attaccò alla cieca il Real Carlos. L’attacco ebbe immediata risposta e le due navi spagnole presero a spararsi bordate su bordate che terminarono quando il Real Carlos, ormai in preda ad un incendio incontrollabile, sbandò andando a collidere con il San Hermenegildo. Quest’ultimo rimase irrimediabilmente agganciato al Real Carlos e fu immediatamente preda di vasti incendi. Nessuna delle navi inglesi presenti in zona riuscì a portare soccorso ai marinai delle due navi che cercavano di abbandonare i vascelli in fiamme a bordo di piccole imbarcazioni, e alla 0:15 il San Carlos esplose affondando, seguito poco tempo dopo dal San Hermenegildo. I superstiti furono 298,  ma si registrarono oltre 1700 vittime, tra cui il comandante del Real Carlos don José de Ezquerra y Guirior e quello del San Hermenegildo don Manuel Antonio de Emparán y Orbe.